# Boston Marathon 1898
De Boston Marathon 1898 werd gelopen op dinsdag 19 april 1898. Het was de tweede editie van deze marathon. Minstens vijftien atleten behaalden de finish. De wedstrijd werd gewonnen door de Canadees Ronald J. MacDonald met een tijd van 2 uur, 42 minuten en 2 seconden. In vergelijking met de opvattingen vanaf 1908 dat de marathon een lengte hoorde te hebben van 42,195 km, was het parcours te kort. Het was namelijk tussen 37 en 38,8 km lang.

## Uitslagen
| rang   | naam                | land | tijd    |
| ------ | ------------------- | ---- | ------- |
| Goud   | Ronald J. MacDonald | CAN  | 2:42.02 |
| Zilver | Hamilton Gray       | USA  | 2:45.03 |
| Brons  | R.A. McLean         | USA  | 2:48.02 |
| 4      | John J. McDermott   | USA  | 2:54.17 |
| 5      | Lawrence Brignoli   | USA  | 2:55.49 |
| 6      | E. Estoppey Jr.     | USA  | 2:58.49 |
| 7      | Dick Grant          | USA  | 3:08.55 |
| 8      | John Mason          | USA  | 3:09.30 |
| 9      | D. Harrington       | USA  | 3:09.30 |
| 10     | J. E. Enwright      | USA  | 3:16.20 |

1897 ·
1898 ·
1899 ·
1900 ·
1901 ·
1902 ·
1903 ·
1904 ·
1905 ·
1906 ·
1907 ·
1908 ·
1909 ·
1910 ·
1911 ·
1912 ·
1913 ·
1914 ·
1915 ·
1916 ·
1917 ·
1918 ·
1919 ·
1920 ·
1921 ·
1922 ·
1923 ·
1924 ·
1925 ·
1926 ·
1927 ·
1928 ·
1929 ·
1930 ·
1931 ·
1932 ·
1933 ·
1934 ·
1935 ·
1936 ·
1937 ·
1938 ·
1939 ·
1940 ·
1941 ·
1942 ·
1943 ·
1944 ·
1945 ·
1946 ·
1947 ·
1948 ·
1949 ·
1950 ·
1951 ·
1952 ·
1953 ·
1954 ·
1955 ·
1956 ·
1957 ·
1958 ·
1959 ·
1960 ·
1961 ·
1962 ·
1963 ·
1964 ·
1965 ·
1966 ·
1967 ·
1968 ·
1969 ·
1970 ·
1971 ·
1972 ·
1973 ·
1974 ·
1975 ·
1976 ·
1977 ·
1978 ·
1979 ·
1980 ·
1981 ·
1982 ·
1983 ·
1984 ·
1985 ·
1986 ·
1987 ·
1988 ·
1989 ·
1990 ·
1991 ·
1992 ·
1993 ·
1994 ·
1995 ·
1996 ·
1997 ·
1998 ·
1999 ·
2000 ·
2001 ·
2002 ·
2003 ·
2004 ·
2005 ·
2006 ·
2007 ·
2008 ·
2009 ·
2010 ·
2011 ·
2012 ·
2013 ·
2014 ·
2015 ·
2016 ·
2017 ·
2018 ·
2019 ·
2020 ·
2021 ·
2022